# Campaña del golfo Pérsico de 1809
La campaña del golfo Pérsico de 1809 fue una operación de la Marina Real británica para obligar a la dinastía Al Qasimi a cesar sus incursiones contra los barcos británicos en el golfo Pérsico, particularmente en las costas árabes y persas del estrecho de Ormuz. El éxito de la operación fue limitado ya que las fuerzas de la Marina Real, que ya estaban muy involucradas en las guerras napoleónicas, no pudieron reprimir permanentemente las fuertes flotas de los Al Qasimi de Ras al-Khaimah y Sharjah. La expedición logró sus objetivos a corto plazo al destruir tres bases de los Al Qasimi y más de 80 embarcaciones, incluido el barco propio más grande de la región, el barco mercante Minerva. Aunque las operaciones continuaron hasta 1810, los británicos no pudieron destruir todos los barcos de los Al Qasimi y en 1811 los ataques se habían reanudado, aunque con una intensidad menor que antes.
La operación contra Al Qasimi fue una campaña conjunta de la Marina Real y la flota de la Compañía Británica de las Indias Orientales (EIC, por sus siglas en inglés), con soldados de la guarnición de Bombay. La fuerza expedicionaria, liderada por el capitán John Wainwright en la fragata de la Marina HMS Chiffonne, fue enviada a la región, luego de una escalada en los ataques contra la navegación británica en el golfo Pérsico después de que los franceses establecieran misiones diplomáticas en Mascate y Teherán en 1807. Estos ataques no sólo amenazaron los vínculos comerciales británicos en la región, sino que también pusieron en peligro las relaciones británicas con Omán y Persia en un momento en que las aspiraciones francesas contra la India británica eran motivo de preocupación por parte del gobierno británico.
Debido a que las cartas náuticas disponibles del golfo Pérsico eran inexactas o incompletas en ese momento, los barcos de Al Qasimi podían esconderse del escuadrón de Wainwright en las ensenadas inexploradas, un problema que Wainwright informó a su regreso, lo que resultó en una cartografía británica mejorada del área.

## Antecedentes
A principios del siglo XIX, el océano Índico era un enlace importante en las rutas comerciales de la India británica al Reino Unido, y los barcos mercantes de la Compañía Británica de las Indias Orientales, conocidos como East Indiamen, cruzaban regularmente el océano transportando millones de libras esterlinas en bienes. Uno de los puertos más importantes para el comercio indio era Bombay, en la costa occidental del subcontinente indio, un importante centro de comercio regional con sus vínculos con los puertos árabes y persas del golfo Pérsico. Los barcos que comerciaban en el golfo Pérsico se llamaban «barcos del país» y eran mucho más pequeños y más débiles que los grandes de las Indias Orientales. Los británicos habían mantenido durante mucho tiempo una fuerte presencia naval en la región, pero el estallido de las guerras napoleónicas en 1803 desvió gran parte de la fuerza británica en el océano Índico a las colonias holandesas del Cabo de Buena Esperanza y Java y las bases francesas en Île Bonaparte e Île de France, dejando al golfo Pérsico y al mar arábigo en gran parte indefensos. Además, se necesitaron guardias de convoyes para escoltar a los East Indiamen a través de aguas hostiles y la presencia de la Marina en el golfo fue reemplazada por buques de guerra propiedad del EIC, parte de la «Bombay Marine», el brazo naval de la Compañía.
Al igual que la Marina Real, la Marina de Bombay se extendió a través de miles de millas de océano, a menudo dejando indefensos a los barcos del país en el golfo Pérsico. Como los asaltantes franceses eran raros en el golfo, pocos barcos nacionales operaban en convoyes, por lo que se convirtieron en objetivos de dhows y bagalas que operaban desde puertos semi o completamente independientes en Persia a lo largo de la península arábiga. En 1805, las flotas de Al Qasimi capturaron dos grandes barcos, Shannon y Trimmer; los pequeños botes del Al Qasimi, invadieron los barcos mercantes más grandes y masacraron a las tripulaciones. Los Al Qasimi convirtió al Trimmer en un formidable barco pirata. Cuando el buque de guerra EIC Mornington, que llevaba 24 cañones, intentó recuperar el Trimmer unos meses más tarde, casi 40 naves Al Qasimi atacaron al Mornington, que apenas logró escapar de la destrucción.

### Fracasos diplomáticos

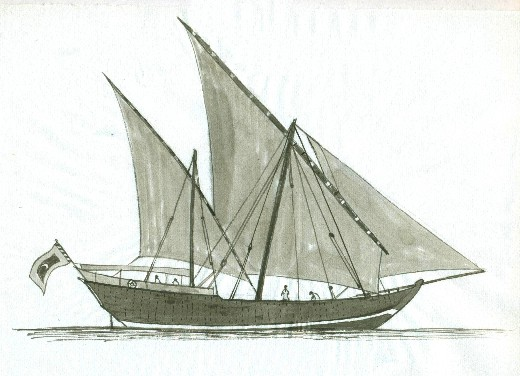
Una pintura de una bagala.

Al carecer de las fuerzas navales disponibles para lanzar una campaña considerable en el golfo, las autoridades británicas intentaron utilizar la diplomacia para poner fin a la amenaza. En febrero de 1806, el joven sultán de Omán, Said bin Sultán, firmó un tratado en Bandar Abbás prometiendo poner fin a los ataques originados en su territorio, pero en 1807 los franceses habían instalado consulados en Teherán y Mascate y los ataques continuaron. sin cesar con su aliento. En 1807, Lord Minto, gobernador general de la India, decidió enviar embajadores al Imperio sij, Afganistán y Persia en un esfuerzo por asegurar su apoyo y evitar que los franceses ganaran aliados en las fronteras occidentales de la India. Como parte de esta campaña diplomática, el embajador en Persia recibió instrucciones de discutir el problema con el gobierno persa, pero debido a la influencia francesa en Teherán, no pudo obtener ninguna garantía.
Una segunda misión diplomática, enviada desde Londres en 1808 bajo el mando de Sir Harford Jones, recibió instrucciones de discutir el tema nuevamente; Jones decidió viajar a Bushire en Persia por mar. El convoy diplomático estaba formado por la fragata HMS Nereide y dos balandras del EIC, Sylph y Sapphire. El convoy estaba comandado por el capitán Robert Corbet, quien se negó a esperar a los balandros, más lentos, una vez que la fuerza llegó al golfo Pérsico. El Nereide llegó a Bushire el 14 de octubre de 1808. Jones completó su viaje por tierra. Corbet regresó al sur, al estrecho de Ormuz, esperando encontrarse con las balandras en su viaje de regreso. El 21 de octubre, sin embargo, descubrió al Sylph en manos de Al Qasimi, que había invadido el aislado buque de guerra, la capturó y masacró a toda su tripulación. Corbet pudo recapturar el barco y luego se reincorporó al Sapphire, que se había destacado para realizar estudios de la costa persa, pero la operación demostró que eran los piratas quienes ahora controlaban el sur del golfo Pérsico.

### Al Qasimi en el mar arábigo
En abril de 1808, a pesar del breve despliegue del navío de línea HMS Albion, y las fragatas HMS Phaeton y Dédaigneuse hacia el golfo Pérsico, aparecieron los dhows de Al Qasimi frente a Guyarat, atacando a los barcos comerciantes en Surat antes de que fueran ahuyentados por los barcos de la Marina de Bombay. Más adelante en el año, una enorme flota de 50 naves asaltantes apareció frente a Sind en el mar arábigo y causó graves trastornos en el comercio regional. La flota atacó a los buques mercantes a lo largo de la costa india e incluso se apoderó de un gran barco rural llamado Minerva, masacrando a su tripulación y convirtiéndola en su buque insignia. En su apogeo a principios de 1809, se estimó que las fuerzas de Al Qasimi en el golfo Pérsico y el mar arábigo incluían 60 grandes bagalas, más de 800 dhows y empleaban a 19 000 hombres, contra solo dos barcos del EIC, Mornington y Teignmouth.

## Operaciones británicas

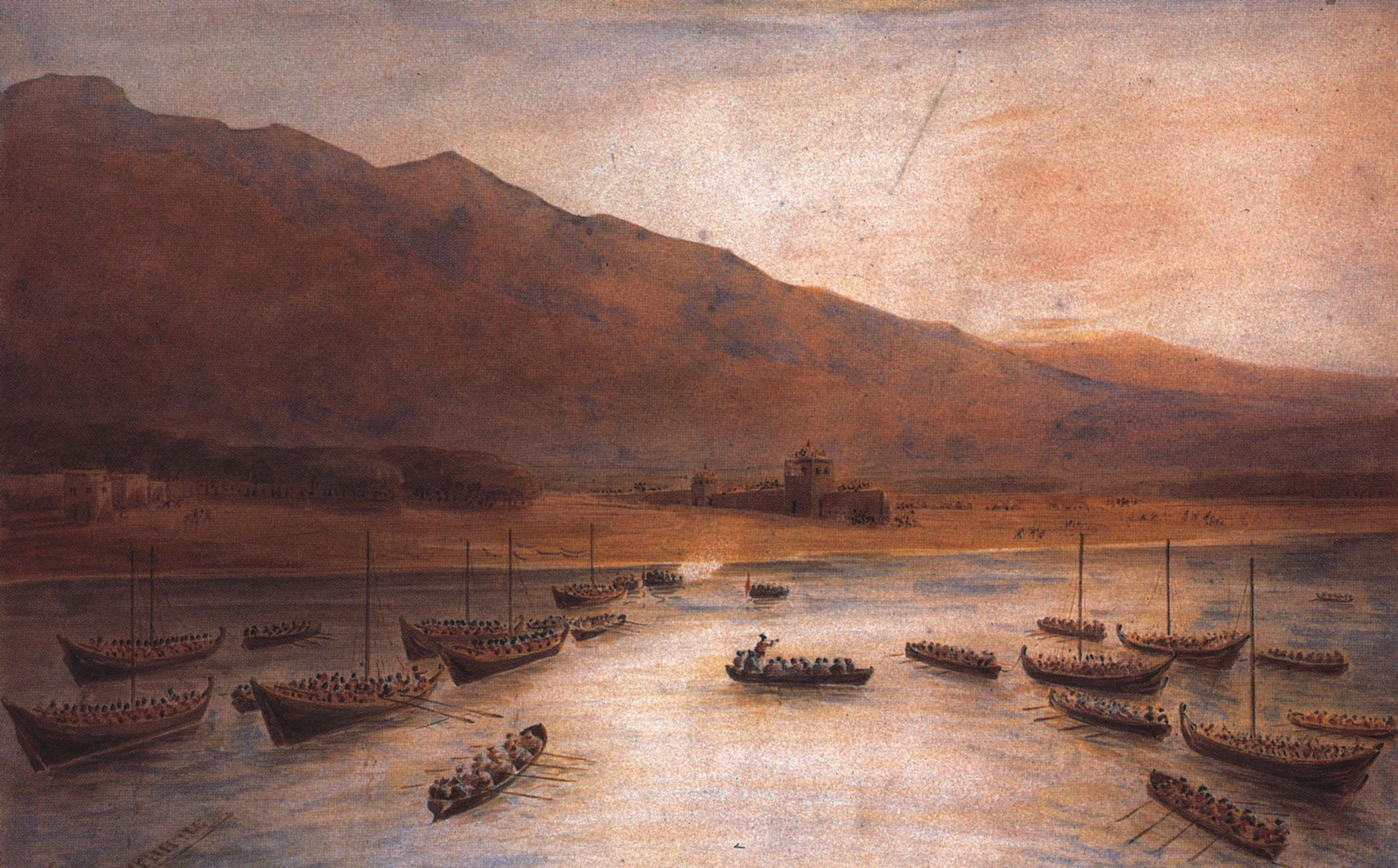
Una pintura que representa el desembarco de tropas de la fuerza expedicionaria británica en Ras al-Khaimah, en 1809. Obra de John Thirtle.

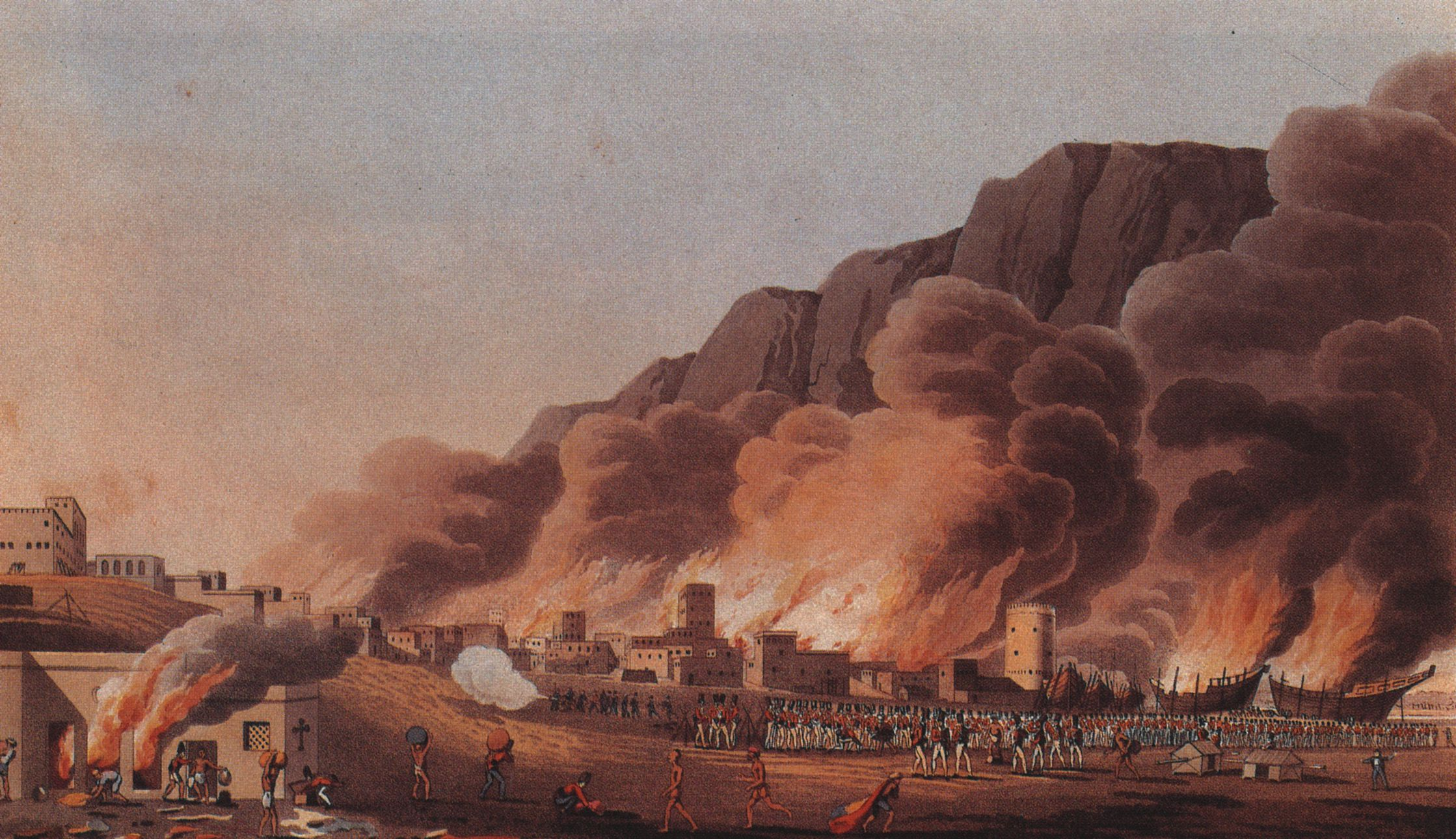
Una pintura que representa el saqueo de la ciudad costera y el puerto de Ras al-Khaimah. Obra de Robert Scott Temple.

A raíz de la incursión en Sind y después de la temporada de monzones de 1809, las autoridades británicas en la India decidieron hacer una demostración significativa de fuerza contra Al Qasimi, en un esfuerzo no solo por destruir sus bases más grandes y tantos barcos como pudieran ser encontrado, sino también para contrarrestar el estímulo francés hacia ellos desde sus embajadas en Persia y Omán. Las fuerzas se reunieron en Bombay durante el verano: los pequeños buques de guerra del EIC, Mornington, Aurora, Ternate, Mercury, Nautilus, Prince of Wales, Ariel, Fury y la bombarda Strombolo, y las fragatas de la Marina Real Caroline, bajo el mando de Charles Gordon, y Chiffonne, bajo el de John Wainwright, quien fue puesto al mando de toda la fuerza expedicionaria con el rango temporal de comodoro. La fuerza se complementó con tropas adscritas a la guarnición de Bombay, incluido un batallón de la 65.ª de infantería, soldados de la 47.ª de infantería y una variedad de marines de la EIC, ingenieros, artilleros y cipayos de la 2.ª de infantería nativa de Bombay al mando del teniente coronel Lionel Smith de la 65.ª.
La fuerza expedicionaria salió de Bombay el 17 de septiembre, con la intención de reunirse en Mascate la semana siguiente. Sin embargo, la fuerza se retrasó repetidamente durante su paso, primero proporcionando escoltas a los convoyes de barcos rurales en el mar arábigo y, posteriormente, rescatando a los supervivientes del Stromboli, que estaba tan podrido que se derrumbó en el oleaje del océano con una considerable pérdida de vidas. Cuando la fuerza finalmente llegó a Mascate en octubre, el sultán Said informó a Wainwright que más de 20 000 guerreros beduinos habían descendido a la costa para unirse a Al Qasimi. Entendiendo que una campaña terrestre prolongada sería imposible con las fuerzas disponibles, Wainwright decidió realizar una serie de pequeñas incursiones contra las principales bases piratas en el área del estrecho de Ormuz, comenzando con Ras al-Khaimah, al norte del estrecho en la costa árabe.

### Batalla de Ras al-Khaimah
La flotilla británica llegó a la ciudad independiente de Ras al-Khaimah el 11 de noviembre y descubrió al Minerva y una flota de dhows en el puerto. La flota pirata inicialmente zarpó para atacar a los británicos, pero se retiró una vez que quedó claro el tamaño de la fuerza expedicionaria. El Minerva no pudo regresar al puerto con éxito y naufragó en un banco de arena, tras lo cual su tripulación lo prendió fuego para evitar su incautación por parte de los botes lanzados desde el Chiffonne. En tierra, Al Qasimi y sus aliados beduinos (cuyo número se desconoce, pero eran significativamente menos de 20 000) formaron una serie de defensas emplazadas alrededor de la ciudad que estaban protegidas del bombardeo en alta mar por bancos de arena que bloqueaban el acceso de los buques de guerra más pesados de Wainwright. El 12 de noviembre, Wainwright desplegó sus barcos más pequeños cerca de la costa para bombardear la ciudad y proporcionar cobertura para las disposiciones de sus tropas en alta mar.
A las 02:00 horas del 13 de noviembre, dos escuadrones de botes realizaron desembarcos anfibios: una pequeña fuerza al mando del teniente Samuel Leslie desembarcó al norte de las posiciones emplazadas, actuando como distracción mientras el cuerpo principal de la fuerza expedicionaria desembarcaba al sur bajo el mando del teniente coronel Smith. Leslie logró atraer a una gran cantidad de defensores árabes, pero quedaban lo suficiente en las defensas del sur para hacer un contraataque significativo en la cabeza de playa de Smith. El fuego de cañón de los botes del barco que cubría el desembarcadero hizo retroceder a los árabes, y Smith ordenó a sus hombres que avanzaran con las bayonetas fijas, empujando hacia la ciudad y expulsando a los árabes casa por casa. Para cubrir su avance, los hombres de Smith prendieron fuego a los edificios a su paso, lo que creó una cortina de humo bajo la cual Smith pudo asaltar y capturar el palacio del jeque.
Con el puerto asegurado, Wainwright ordenó al escuadrón entrar en la bahía y allí quemaron más de 50 naves de Al Qasimi, incluidas 30 grandes bagalas. Smith aseguró la ciudad en sí, quemando almacenes y destruyendo los depósitos de municiones y las fortificaciones alrededor de la ciudad. Las fuerzas árabes, que se habían retirado tras la caída del palacio, se burlaron de los británicos desde las colinas circundantes pero no hicieron ningún contraataque. En la mañana del 14 de noviembre, la operación se completó y la fuerza británica regresó a sus barcos, habiendo sufrido las bajas de cinco muertos y 34 heridos. Se desconocen las pérdidas árabes, pero probablemente fueron significativas, mientras que el daño causado a las flotas de Al Qasimi fue grave: más de la mitad de los buques más grandes y peligrosos habían sido destruidos en Ras al-Khaimah.

### Otras operaciones
El 17 de noviembre, Wainwright ordenó un ataque en la ciudad del lado persa de Linga; los habitantes huyeron tras la llegada de la flota británica y los barcos de Wainwright quemaron 20 dhows sin oposición ni bajas. Una mayor exploración en la costa sur de Persia reveló que la mayoría de los puertos estaban vacíos. El objetivo principal de Wainwright era Laft, en la isla de Qeshm, que era un bastión principal de Al Qasimi. Enviando barcos para bloquear los pasos al canal de Qeshm, Wainwright contrató pilotos locales y llegó a la ciudad el 26 de noviembre. Después de negociaciones infructuosas con los jeques locales, Wainwright ordenó un ataque el 27 de noviembre a las 14:00, y las tropas de Smith desembarcaron sin oposición. Suponiendo que el enemigo había huido, los hombres de Smith se acercaron a la fortaleza de la ciudad, pero se desató un intenso fuego sobre ellos cuando las tropas británicas llegaron a la puerta. A pesar de las numerosas bajas, Smith pudo reunir a sus fuerzas y, con el apoyo de artillería del balandro Fury, obligó al fuerte a rendirse al atardecer, después de que el jeque tuviera garantías de que no sería herido ni hecho prisionero. Los equipos de desembarco británicos quemaron 11 grandes buques árabes; la fuerza expedicionaria sufrió 70 bajas en la lucha en el fuerte. Las pérdidas árabes se estimaron en más de 50 muertos solo en el fuerte.
La ciudad fue entregada al jeque Dewar, un gobernante local que profesaba su apoyo a los británicos, y Wainwright retiró sus fuerzas a Mascate a principios de diciembre; todo el escuadrón se reunió allí para Navidad. Sólo se lanzó una operación más, un ataque exitoso el 3 de enero de 1810 contra la ciudad de Shinas, que se había rebelado contra el sultán Said y rápidamente fue recapturada y devuelta a él. Aunque las operaciones navales menores contra barcos locales individuales continuaron en 1810, Wainwright y el cuerpo principal del escuadrón regresaron a Bombay en enero, habiendo considerado que su misión de infligir un daño significativo a las fuerzas de Al Qasimi en el golfo Pérsico había sido un éxito.

## Consecuencias
La operación logró su objetivo de reducir la influencia francesa en Omán y disuadir a las fuerzas políticas de la región de alentar ataques contra la navegación británica, pero no pudo detener por completo la actividad de Al Qasimi en el golfo Pérsico. En 1811, cuando gran parte de las fuerzas de la Marina Naval y el EIC en el océano Índico fueron desviadas a Java, Al Qasimi regresó con fuerza, aunque sus acciones destructivas fueron más débiles que antes y rara vez se incursionaron en el mar arábigo. En última instancia, no fue hasta que las fuerzas del Imperio otomano se apoderaron de Medina en 1812 que se pudo ejercer cierto control sobre las tribus de la península arábiga. La posterior intervención británica, tanto militar como diplomática, también redujo la amenaza de ataques durante el siglo XIX.
La campaña tuvo un efecto significativo en la cartografía británica de la región. Wainwright informó que las cartas disponibles del golfo Pérsico eran inexactas o incompletas, lo que permitía que los barcos de Al Qasimi se escondieran de su escuadrón en ensenadas desconocidas. El infante de marina de Bombay había sido consciente de este problema durante mucho tiempo y había estado desarrollando cartas de la región en los años previos a la campaña, bajo la dirección de David Ewen Bartholomew, que había estado en el Sapphire durante la misión de Corbet en la región y cuyas cartas se publicaron en 1810 como respuesta a estos problemas.